# Schutzleiter

Farbkennzeichnung von Schutzleitern

Symbol für den Schutzleiter

Ein Schutzleiter ist ein elektrischer Leiter zum Zweck der Sicherheit, zum Beispiel zum Schutz gegen elektrischen Schlag. Das Kurzzeichen für den Schutzleiter ist PE (englisch protective earth). Aufgabe des Schutzleiters in elektrischen Systemen ist der Schutz von Lebewesen im Falle eines Fehlers.

## Grundlagen
Die Schutzmaßnahme Schutzerdung von elektrotechnischen Anlagen dient dazu, im Falle eines Körperschlusses eines aktiven (spannungsführenden) Leiters mit einem leitfähigen, berührbaren Teil (z. B. dem Gehäuse) dieses auf Erdpotenzial zu bringen und so einen Stromfluss durch den (menschlichen) Körper gegen Erde zu verhindern oder zumindest die Stromstärke zu verringern. Dazu sind bei Schutzklasse-I-Geräten alle berührbaren metallenen Teile mithilfe des Schutzleiters mit dem Potentialausgleich verbunden. Der Basisschutz (Schutz gegen direktes Berühren eines aktiven Teiles) ist die Isolation zwischen berührbarem leitfähigem Teil und der gefährlichen Spannung. Versagt dieser, greift der Fehlerschutz (Schutz bei indirektem Berühren bei Versagen der Basisisolation). Der Schutzleiter ist somit Voraussetzung für die beiden Teilmaßnahmen „Schutzerdung", Schutzpotentialausgleich“ („Nullung“) und „Automatische Abschaltung im Fehlerfall“. Der Schutzleiter bildet einen Stromkreis für den Fehlerfall und soll die Überstrom-Schutzeinrichtung zum Ansprechen bringen.
Maßgeblich für die Schutzeinrichtung ist, dass die Stromkreisimpedanzen folgende Voraussetzungen erfüllen: {\displaystyle Z_{S}\leq {\frac {U_{0}}{I_{a}}}}. Dabei ist
- {\displaystyle Z_{S}} die Summe aller Impedanzen in der Fehlerschleife (Stromquelle, Außenleiter, Schutzleiterkreis),
- {\displaystyle I_{a}} der erforderliche Strom für die automatische Abschaltung,
- {\displaystyle U_{0}} die Nennspannung für den Stromkreis, Außenleiter gegen Erde.

Die Abschaltung erfolgt durch Überstrom-Schutzeinrichtungen (Sicherungsautomaten, Sicherungen, Leitungsschutzschalter) und kann durch Fehlerstrom-Schutzschalter (RCDs) ergänzt werden.

### Normung in Deutschland (DIN VDE)
Die aktuelle DIN VDE 0100-410 „Errichten von Niederspannungsanlagen – Schutzmaßnahmen; Schutz gegen elektrischen Schlag“ schreibt eine Reihe von Maßnahmen zum Schutz gegen elektrischen Schlag vor. Grundsätzlich verlangt die DIN VDE, dass eine Schutzmaßnahme aus einer geeigneten Kombination von zwei voneinander unabhängigen Schutzvorkehrungen besteht. Es handelt sich dabei in der Regel um eine Basisschutzvorkehrung und eine Fehlerschutzvorkehrung.
Die Voraussetzungen für die „automatischen Abschaltungen im Fehlerfall“ setzen sich zusammen aus Vorkehrungen, die vom Verteilungsnetzbetreiber verpflichtend zu erfüllen sind und aus Errichtungsbestimmungen für die Kundenanlage, die in der DIN VDE 0100-540 „Errichten von Niederspannungsanlagen – Auswahl und Errichtung elektrischer Betriebsmittel – Erdungsanlagen, Schutzleiter und Schutzpotentialausgleichsleiter“ festgelegt sind.
Neben der Festlegung von Begriffen, der technischen Ausführung von Erdungsanlagen und den Kriterien für Erder, Erdungsleiter und Schutzpotentialausgleichsleitern legt diese Norm wesentliche Ausführungsmerkmale für den Schutzleiter wie Mindestquerschnitte, Arten von Schutzleitern, Anordnung von Schutzleitern und Maßnahmen zum Erhalten der elektrischen Eigenschaften von Schutzleitern fest.
Für Endstromkreise mit einem Nennstrom bis 32 A sind für das gängige 230/400 V-TN-Wechselstromnetz maximale Abschaltzeiten von 0,4 Sekunden festgelegt.

## Historische Entwicklung
Dem Schutzleiter in der Form und Anwendung, wie wir ihn heute kennen, geht eine lange Entwicklung hinsichtlich der Methoden für Erdung und Nullung sowie schließlich der Einführung des „besonderen Leiters als Schutzleiter“ und ein langer Entscheidungsprozess hinsichtlich Farbgebung voraus.
Die Schutzmaßnahme „Nullung“ geht auf einen Vorschlag von AEG im November 1913 zurück, und im Jahr 1924 wird die Nullung in den damaligen Vorläufern der VDE 0100 genannt. Gleichzeitig wurde der Begriff „Nullleiter“ (damalige Schreibweise: Nulleiter) eingeführt, allerdings ohne ihn näher zu beschreiben. 1930 wurde der Nullleiter definiert und der Begriff „besondere Nullungsleitung“ (der Vorläufer des heutigen Schutzleiters) angewandt. Für den Anschluss ortsveränderlicher Betriebsmittel wird mit VDE 0488/1930 „eine besondere Steckvorrichtung mit Schutzkontakt“ verlangt. Als VDE 0140:1932 galt diese Forderung bis 1958.
In der VDE 0100:1936, § 2 h) ist der Nullleiter beschrieben als Leiter, der mit dem Nullpunkt verbunden ist. Gemäß VDE 0100:1936, § 2 g) wird als Nullen die Herstellung einer leitenden Verbindung zum geerdeten Nullleiter definiert. Der damalige Nullleiter entspricht also dem PEN-Leiter im heute als TN-C-System bezeichneten Netz. Mit der VDE 0100/11.58, § 10 b.9 (mit Bildern) wird erstmals in der VDE der „besondere Schutzleiter“ für den „fest verlegten Teil der Anlage“ als mögliche Installation behandelt.
Ein ganz anderer Themenkreis ist die Farbgebung der Leitungen, die bis 1965 national sehr individuell war und nach diversen Quellen eine rote Farbkennzeichnung für den Schutzleiter in den Ländern Deutschland, Österreich, Schweiz (und anderen Ländern) vorsah. Dabei ist zu beachten, dass die rote Farbkennzeichnung nicht ausschließlich dem Schutzleiter alleine vorbehalten war. Ein rot gekennzeichneter Leiter konnte auch ein geschalteter Außenleiter oder L2 im Dreileiter-Wechselstromnetz, nicht aber der PEN sein.
Bis 1964 war in der Schweiz die Farbe des Schutzleiters rot-gelb, seither gelb-grün.
Was den Schutzleiter betrifft, gab es nur im Jahr 1965 eine wesentliche Umstellung in der Norm. Bis zu diesem Zeitpunkt gab es keinen grün/gelb-isolierten Draht. Die erstmaligen Festlegungen dafür finden sich in der VDE 0100/12.65, § 10N, b 9.1 für den Schutzleiter und in der VDE 0100/12.65, § 10N, b 8.1 für den Nullleiter (heute PEN-Leiter).
Ab 1958 gab es erste Gespräche der EG-Länder zum Thema Harmonisierung der „Elektrotechnischen Bestimmungen“. In der Folge begann man mit der 1959 gegründeten CENELCOM (der Vorgängerinstanz der CENELEC, dem Europäischen Komitee für elektrotechnische Normung) die Harmonisierung der Aderfarben zwischen den Mitgliedsländern. Teilerfolge waren die Einführung des grün-gelben Schutzleiters und die Harmonisierung der Aderfarben für flexible Leitungen.
Der Vorschlag einer grün-gelben Kennzeichnung für den Schutzleiter geht zurück auf Obering. Karl Kling (AEG-Zentralmontage in Berlin und Frankfurt am Main), Vorsitzender des Komitees für Sicherheitsvorschriften 1962–1978, wie einem Brief vom 8. September 1956 von Hans Walther (damals AEG-Fabrikenleitung) zu entnehmen ist. Die Unterlagen zur Entstehung des Schutzleiters in grün-gelber Kennzeichnung sind im VDE-Archiv in der Mappe 1022 gesammelt. Ein weiterer Beleg zu den Anfängen der grün-gelben Kennzeichnung des Schutzleiters ist dem Beitrag „die neue grün-gelbe Schutzleiterkennzeichnung“ von Theodor Wasserburger in ETZ-B – Elektrotechnische Zeitung, Ausgabe B, Band 13 (1961) H. 6 zu entnehmen (VDE-Archiv).
Die grün-gelbe Kennzeichnung dient dazu, den Schutzleiter auch bei schlechten Lichtverhältnissen eindeutig erkennbar zu machen.
Seit dem 1. Dezember 1965 darf ein grün-gelber Draht nur als Schutzleiter (bzw. auch als PEN) und für nichts anderes sonst verwendet werden.
In der aktuellen DIN VDE 0100-200:2006-06 ist der Schutzleiter (Bezeichnung: PE) unter Punkt 826-13-22 wie folgt definiert: „Leiter zum Zweck der Sicherheit, zum Beispiel zum Schutz gegen elektrischen Schlag [IEV 1 95-02-09]“.

## Ausführung und Kennzeichnung

Symbol für den Schutzleiteranschluss gemäß DIN EN 60617-2

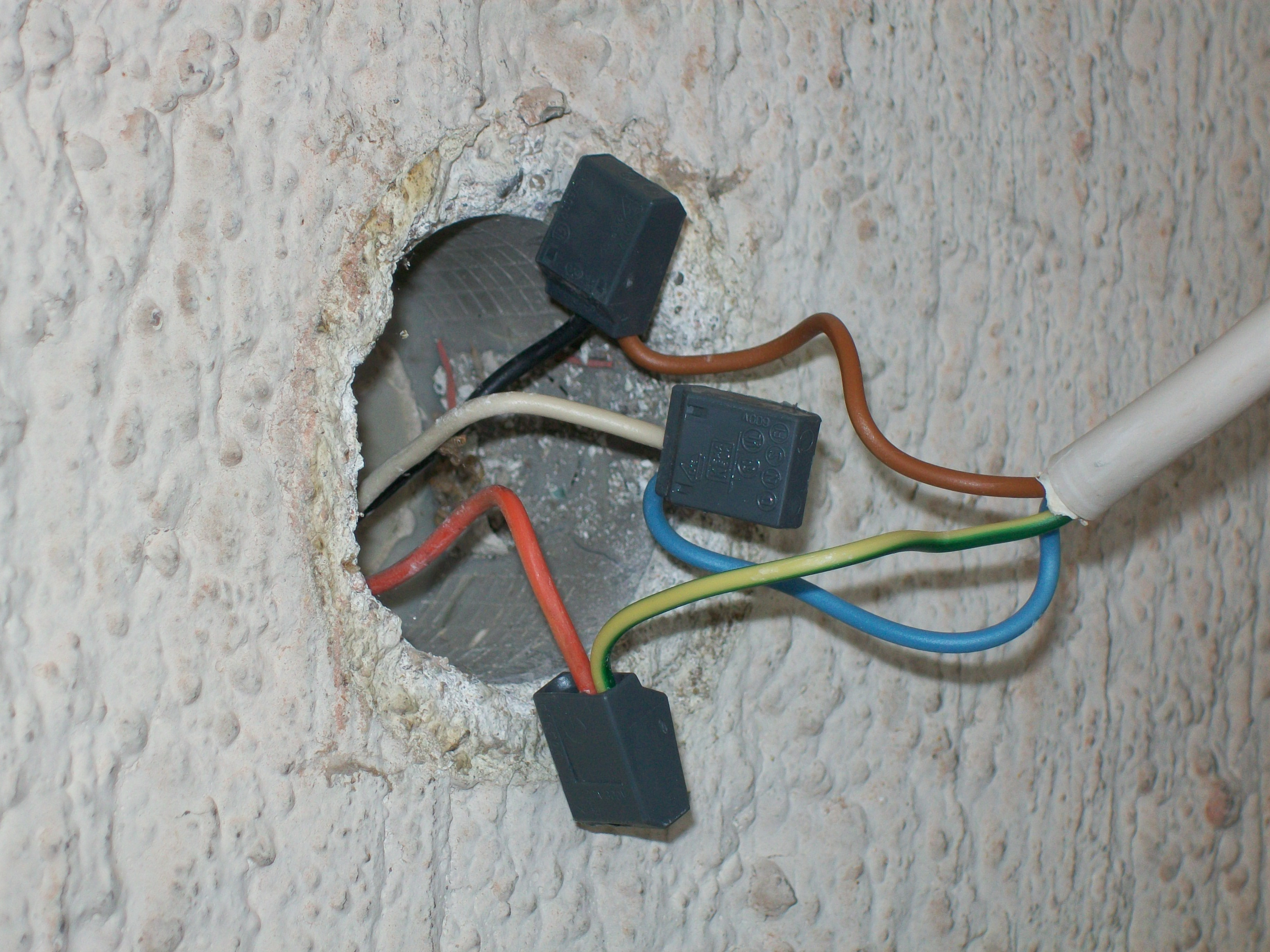
Übergang von alter auf neue Farbkodierung in Deutschland:
Außenleiter von schwarz nach braun;
Neutralleiter von hellgrau nach blau;
Schutzleiter von rot nach grün/gelb.

Die wesentlichen Bestimmungen hinsichtlich Ausführung und Kennzeichnung des Schutzleiters sind den entsprechenden Normen zu entnehmen, in Deutschland ist das die DIN VDE 0100-540. Dort, wie auch in der Schweiz muss ein Schutzleiter über die gesamte Länge mit der Farbkombination grün/gelb gekennzeichnet sein. Diese Farbkombination darf nur für Leiter mit Schutzleiterfunktion (also auch für PEN-Leiter) und für keinen anderen Zweck verwendet werden. Eventuell ungenutzte grün/gelb isolierte Leiter in mehradrigen Leitungen oder Kabeln dürfen nicht zweckentfremdet werden und bleiben gegebenenfalls ohne Verwendung. Gemäß EN 60204-1 sind zwar Einzelleiter in den Farben GRÜN oder GELB nicht grundsätzlich verboten, es ist aber folgende Festlegung aus Punkt 13.2.4 zu befolgen:

„Aus Sicherheitsgründen sollten die Farben GRÜN oder GELB nicht benutzt werden, wo eine Möglichkeit der Verwechslung mit der Zweifarbenkombination GRÜN-GELB besteht.“

Für abweichende Drahtfarben des Schutzleiters in Deutschland vor 1965: Siehe Abschnitt Historische Entwicklung weiter oben.
Für Schutzleiter sind Mindestquerschnitte einzuhalten, die der Bedingung für die automatische Abschaltung im Fehlerfalle (IEC 60949) unter Berücksichtigung aller wirksamen Stromkreisimpedanzen gerecht wird.
Außerdem gilt für Kabel und Leitungen mit Außenleitern und einem Querschnitt bis einschließlich 16 mm², dass der Schutzleiter gleich dem Querschnitt der Außenleiter sein muss. Für Außenleiter bis 35 mm² darf der Schutzleiter einen Querschnitt von 16 mm² haben und für Außenleiter mit einem Querschnitt > 35 mm² muss der Schutzleiter mindestens die Hälfte dieses Querschnitts aufweisen.
An Steckverbindern wird der Schutzleiter an besondere Schutzkontakte angeschlossen, die so angeordnet sind, dass sie vor den anderen Kontakten verbunden und nach den anderen Kontakten getrennt werden.
Schutzleiteranschlüsse an Geräten und Steckern sind so auszuführen, dass sich der Schutzleiter bei starkem Zug an der Anschlussleitung erst dann aus der Verbindungsstelle löst, wenn alle aktiven (Strom führenden) Leiter bereits getrennt worden sind. Dies wird in der Regel erreicht, indem die anderen Adern gekürzt oder die Anschlüsse so positioniert werden, so dass der Schutzleiter in einer Schlaufe gelegt werden kann, so dass er auch dann noch nicht gespannt wird, wenn die anderen Adern bereits straff gezogen sind.
Geräte, die durch Schutzisolierung geschützt sind, erfordern keinen Schutzleiter. Anschlussleitungen, die einen Schutzleiter beinhalten, sind aber zulässig.

## Weitere Schutzmaßnahmen (Deutschland, DIN)
Der Schutzleiter ist Teil der Schutzmaßnahme Fehlerschutz – Schutz bei direktem Berühren, der die Maßnahmen Schutzerdung (Erdung über den Schutzleiter), Schutzerdung über die Haupterdungsschiene (auch als örtlicher Potentialausgleich bekannt) und die Maßnahme Automatische Abschaltung im Fehlerfall einschließt. Gemäß den allgemeinen Regeln der Technik muss in einer elektrischen Anlage eine und dürfen mehrere Schutzmaßnahmen (unter Berücksichtigung aller Einflüsse) angewendet werden (DIN VDE 0100-410 Abschnitt 410.3.3).
Zusätzlich zum Fehlerschutz mit automatischer Abschaltung im Fehlerfall (oder an Stelle) sind folgende Schutzmaßnahmen allgemein erlaubt:
- Schutz durch doppelte oder verstärkte Isolierung; eine Schutzisolierung (Schutzklasse II) verhindert den direkten Kontakt zum Metallgehäuse, entweder durch ein Kunststoffgehäuse oder durch eine zusätzliche Isolierung im Innern.
- Schutz durch Schutztrennung für die Versorgung von elektrischen Anlagenteilen, z. B. durch Trennung mit einem Trenntransformator.
- Schutz durch Kleinspannung mittels SELV oder PELV.

## Prüfung (Deutschland)
Bei der Prüfung ist grundsätzlich zwischen der Prüfung einer elektrischen Anlage gemäß DIN VDE 0100-600 (z. B. für übliche Hausinstallationen; Wiederholungsprüfung gem. DIN VDE 0105) und der Prüfung elektrischer Geräte für den Hausgebrauch (ortsveränderliche elektr. Betriebsmittel) gemäß DIN VDE 0701-0702 zu unterscheiden.
Bei der Prüfung elektrischer Anlagen werden die Schutzleiter einschließlich der Potentialausgleichsleiter auf ihre Durchgängigkeit geprüft. Der bisher geltende Grenzwert von 1 Ohm für Schutzleiter und Potentialausgleichsleiter ist nicht mehr anzuwenden (DIN VDE 0100-600 „6.4.3.2 Durchgängigkeit der Leiter“). Als Grenzwerte ist lt. der Norm der zu erwartende Wert heranzuziehen. Ein zu erwartender Wert muss durch Berechnung festgelegt werden. Bei der Berechnung des Widerstandwertes sind folgende Parameter anzuwenden:
- spezifischer Widerstand des Leiters
- Länge des Leiters
- Übergangswiderstände der Kontaktstellen

Der zu erwartende Wert ist bei der Erstprüfung gem. DIN VDE 0100-600 zu dokumentieren. Bei der Wiederholungsprüfung gilt dieser Wert als Grundlage für die Bewertung der Schutzleiter und Potentialausgleichsverbindung.
Für den Nachweis der Wirksamkeit der Schutzmaßnahmen des indirekten Berührungsschutzes ist die Schleifenimpedanz zu ermitteln und die Erfüllung der Abschaltbedingung zu überprüfen. Für TN Netze ist dabei DIN VDE 0100-600 Tabelle NA.1 Abschaltbedingungen im TN-Netz heranzuziehen.
Zur Funktionsprüfung der Schutzleiterverbindung elektrischer Geräte für den Hausgebrauch wird gemäß DIN EN 701-702 ein Prüfstrom von 200mA (10A ist nicht mehr zulässig) aus einer Spannungsquelle mit einer Leerlaufspannung von bis zu 12 Volt an jedes berührbare Metallteil gegen den Schutzleiterkontakt gelegt und der Schutzleiterwiderstand aus dem gemessenen Spannungsfall und dem Prüfstrom berechnet. Dieser darf maximal < 0,3 Ω für Geräte mit einer Netzanschlussleitung betragen (weitere Details siehe angeführte Norm).
Die Prüfung der Schutzleiterverbindung an Maschinen gemäß EN 60204 bezieht sich für die Erstprüfung ebenfalls auf die DIN VDE 0100-600 und entspricht somit der Vorgehensweise der Prüfung der elektrischen Anlage. Hier sind keine konkreten Werte festgelegt. Der Schutzleiterwiderstand muss hier dem Wert entsprechen, der entsprechend Leiterquerschnitt und Leiterlänge zu erwarten ist.

## Normen
- HD 60364-1 (IEC 60364-1 modifiziert; VDE 0100-100) Errichten von Niederspannungsanlagen – Teil 1: Allgemeine Grundsätze, Bestimmungen allgemeiner Merkmale, Begriffe
- DIN VDE 0100-200 (IEC 60050-824 modifiziert) Errichten von Niederspannungsanlagen – Teil 200: Begriffe
- HD 60364-41-1 (IEC 60364-41-1 modifiziert; VDE 0100-410) Errichten von Niederspannungsanlagen – Teil 4-41: Schutzmaßnahmen – Schutz gegen elektrischen Schlag
- HD 60364-5-54 (IEC 60364-5-54; VDE 0100-540) Errichten von Niederspannungsanlagen – Teil 5-54: Auswahl und Errichtung elektrischer Betriebsmittel – Teil 5-54: Erdungsanlagen und Schutzleiter
- HD 60364-6 (IEC 60364-6 modifiziert; VDE 0100-600) Errichten von Niederspannungsanlagen – Teil 6: Prüfungen
- EN 60204-1 (VDE 0113-1) Sicherheit von Maschinen – Elektrische Ausrüstung von Maschinen – Teil 1: Allgemeine Anforderungen
- EN 60335-1 (VDE 0700-1) Sicherheit elektrischer Geräte für den Hausgebrauch und ähnliche Zwecke – Teil 1: Allgemeine Anforderungen